# Ржавский (хутор)
Ржавский — хутор в Урюпинском районе Волгоградской области России, в составе Добринского сельского поселения.
Население — 158 (2010)

## История
Хутор относился к юрту станицы Петровской Хопёрского округа Области Войска Донского. Согласно переписи населения 1897 года на хуторе проживало 311 мужчин и 317 женщин, из них грамотных: мужчин - 82, женщин - 3. Согласно алфавитному списку населённых мест Области Войска Донского 1915 года земельный надел составлял 1731 десятину, проживало 397 мужчин и 376 женщин.
В 1921 году в составе Хопёрского округа хутор был передан Царицынской губернии. С 1928 года — в составе Урюпинского района Хопёрского округа (упразднён в 1930 году) Нижне-Волжского края (с 1934 года — Сталинградского края). В декабре 1928 года Ржавский сельсовет был упразднён, включён в состав Бесплемяновского сельсовета. В 1935 году Бесплемяновский сельсовет передан в состав Добринского района Сталинградского края (с 1936 года Сталинградской области, с 1954 по 1957 год район входил в состав Балашовской области). В 1963 году в связи с упразднением Добринского района хутор Ржавский вновь включен в состав Урюпинского района.

## География
Хутор находится в овраге, в пределах Калачской возвышенности, юго-западнее хутора Бесплемяновский, примерно в 0,8—1 км от правого берега реки Хопёр. Центр хутора расположен на высоте около 80 метров над уровнем моря. В пойме Хопра имеются небольшие озёра, островки пойменного леса. Почвы — чернозёмы обыкновенные и южные, в пойме Хопра — пойменные нейтральные и слабокислые.
К хутору имеется подъезд от автодороги Урюпинск — Нехаевская. По автомобильным дорогам расстояние до районного центра города Урюпинска составляет 19 км, до областного центра города Волгоград — 350 км.
Часовой пояс
Ржавский, как и вся Волгоградская область, находится в часовой зоне МСК (московское время). Смещение применяемого времени относительно UTC составляет +3:00.

## Население
Динамика численности населения по годам:
| 1873 | 1897 | 1915 | 1989 | 2002 |
| ---- | ---- | ---- | ---- | ---- |
| 305  | 628  | 773  | ≈360 | 190  |

| 2010 |
| ---- |
| 158  |